# Artémire

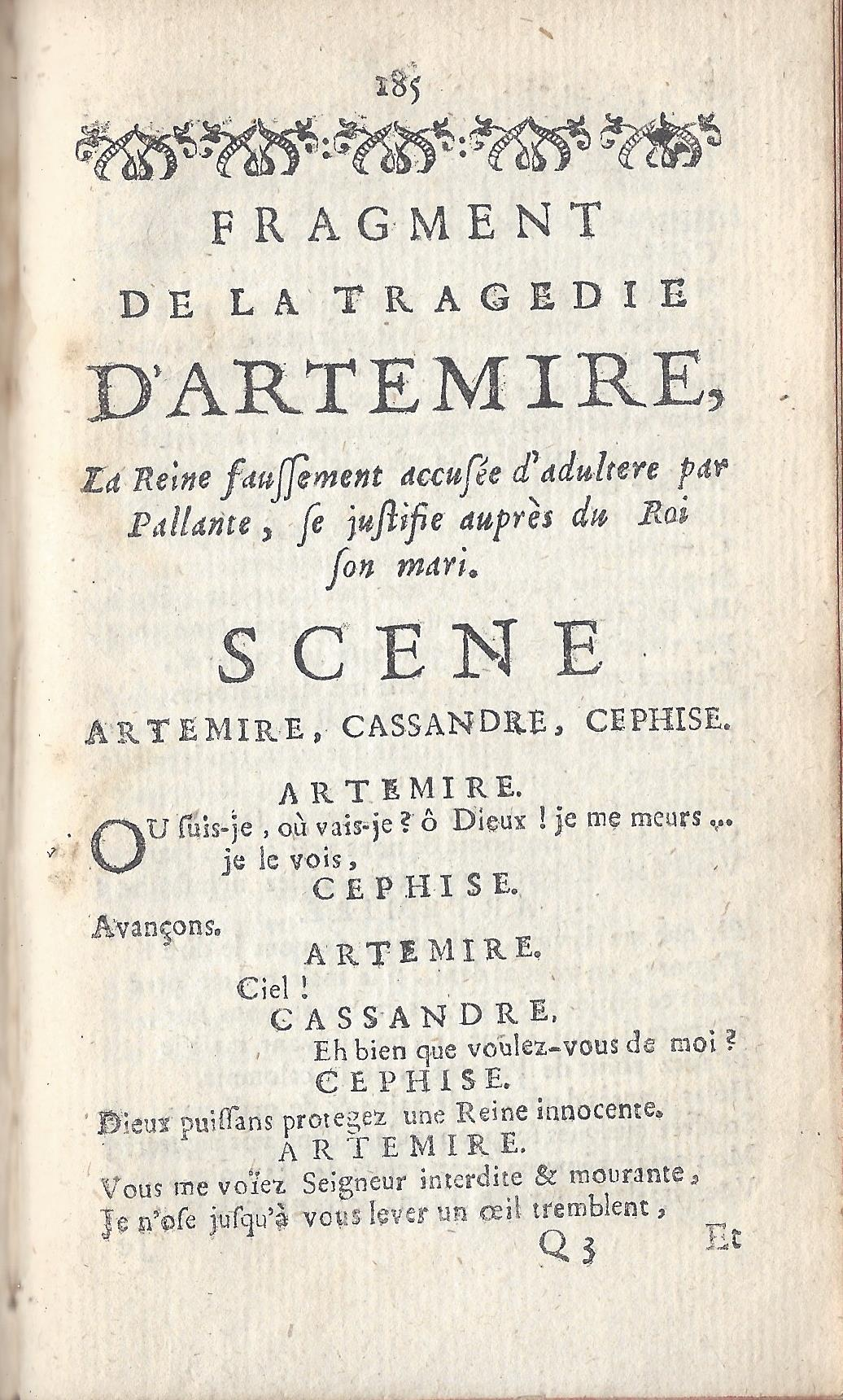
Erstveröffentlichung von zwei Fragmenten der Artémire, Amsterdam 1724

Artémire war die zweite Tragödie in fünf Aufzügen von Voltaire. Das Stück wurde am 15. Februar 1720 in der Comédie-Française uraufgeführt. Der Misserfolg der Uraufführung seines zweiten Stückes veranlasste Voltaire das Stück zurückzuziehen und den Druck des Werkes zu unterdrücken. Erhalten blieben einige Fragmente, die erstmals in der Werkausgabe Kehl zusammengefasst wurden.

## Handlung
Die Herausgeber der Kehler Werkausgabe konnten keinen Plan für den Aufbau des Stückes auffinden. Bei der Anordnung der Fragmente orientierten sie sich an einer im Théâtre-Italien aufgeführten Parodie des Werkes in einem Akt von Dominique, die bereits nach zwei Tagen auf die Uraufführung folgte. Der Ort der frei erfundenen Handlung ist Larisa in Thessalien nach dem Tod Alexanders des Großen. Artémire die tugendreiche Gattin des Ursupators Cassandre, die eigentlich den rechtmäßigen Thronanwärter Philotas liebt, wird von ihrem zwangsangetrauten, grausamen und liebesunfähigen Gatten Cassandre verfolgt. Sie wird letztlich durch den unvorhergesehenen Tod des Gatten gerettet.

## Aufführungen und zeitgenössische Rezeption
Das Stück fiel bereits bei der Uraufführung durch. Von Voltaire daraufhin zurückgezogen erlebte es auf Verlangen des Hofes noch sieben weitere Aufführungen. Die literarische Revue L'Europe savante berichtete, das Stück habe nur wenige Aufführüngen erlebt. Es enthalte die gleichen Schwächen und gleichen Höhepunkte wie der Oedipe. Voltaire habe die Grundidee einem gleichnamigen gedruckten Roman entnommen. Artémire selbst sei nicht gedruckt worden. Der Erfolg der Artémire sei dem des Oedipe entgegengesetzt.

## Drucklegung
Voltaire hielt das Manuskript zurück. Zwei kürzere Fragmente aus dem vierten Akt erschienen erstmals von Pierre François Guyot Desfontaines herausgegeben im Anhang der Bernard'schen Ausgabe der La Ligue in Amsterdam 1724. Eine Zusammenfassung und Ordnung der erhaltenen Fragmente erfolgte erstmals postum 1785 in der Kehler Werkausgabe. In die Werkausgabe der Werke Voltaires von Beuchot (1829–1840) wurden weitere Fragmente aus einem Manuskript von Decroix eingearbeitet.

## Erste Ausgaben
- Fragment (et autre Fragment) / de la Tragedie d'Artemire, in: La Ligue ou Henry le grand, Jean Frederic Bernard, Amsterdam, 1724, Anhang S. 185–189.
- Fragment (et autre Fragment) / de la Tragedie d'Artemire, in: La Ligue ou Henry le grand, Henri Desbordes, Amsterdam, 1724, Anhang S. 45–51.
- Fragmens d'Artémire, Oeuvres complètes de Voltaire, Société Littéraire-typographique, Kehl, 1784, Band 1, S. 159–186.
- Decroix: Supplément aux fragments de la tragédie d'Artémire, Manuskript, BNF, n.a.f. 25137, S. 189–198, auszugsweise abgedruckt in der Oxforder Werkausgabe, Les Oeuvres completes de Voltaire.
- Voltaire, Oeuvres, herausgegeben von A.-J.-Q Beuchot, Paris, 1829–1840, Band 2, S. 137–178.